# Вэйшань
Вэйша́нь (кит. упр. 微山, пиньинь Wēishān) — уезд городского округа Цзинин провинции Шаньдун (КНР).

## География
Уезд расположен по берегам озера Вэйшаньху, ныне входящего в комплекс водоёма Наньсыху, и большую часть территории уезда занимает водная поверхность.

## История
При империи Цинь в этих местах был создан уезд Гуанци (广戚县). В эпоху Южных и Северных династий он был присоединён к уезду Люсянь (留县).
В 1949 году в бассейне озера Вэйшаньху был создан Комитет озёрного района (湖区办事处). В 1953 году он был преобразован в уезд Вэйшань Специального района Цзинин (济宁专区). В 1967 году Специальный район Цзинин был переименован в Округ Цзинин (济宁地区). 30 августа 1983 года постановлением Госсовета КНР округ Цзинин был преобразован в городской округ Цзинин.

## Административное деление
Уезд делится на 3 уличных комитета, 10 посёлков и 2 волости.

## Экономика
На месте старых угольных разрезов активно развиваются овощные теплицы, грибные фермы, рыбные хозяйства и солнечная энергетика.